# قداد سوكولوف
قداد سوكولوف (الاسم العلمي: Cricetulus sokolovi) هو نوع من الحيوانات يتبع جنس قداد قزمي من فصيلة الفأرية.